# یواس‌اس برمرتن (اس‌اس‌ان-۶۹۸)
یواس‌اس برمرتن (اس‌اس‌ان-۶۹۸) (به انگلیسی: USS Bremerton (SSN-698)) یک زیردریایی است که طول آن ۱۱۰٫۳ متر (۳۶۱ فوت ۱۱ اینچ) می‌باشد. این زیردریایی در سال ۱۹۷۸ ساخته شد.